# Phong trào Độc lập Đông Turkestan

Cộng hòa Đông Turkistan, 1944–1949

Cờ Đông Turkestan Kök Bayraq trở thành một biểu tượng của phong trào độc lập Đông Turkestan.

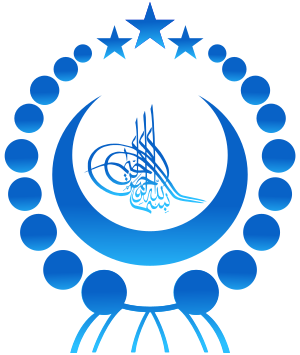
Biểu tượng Đông Turkestan, nổi bật với basmalah được cách điệu như một tughra, đôi khi được sử dụng cùng với lá cờ ở trên.

Phong trào Độc lập Đông Turkestan hay Phong trào độc lập Uyghur, một số văn liệu gọi theo tên hiện có của địa phương là Phong trào độc lập Tân Cương, là một phong trào tìm kiếm độc lập chính trị và xã hội cho vùng Tân Cương, Cộng hòa Nhân dân Trung Hoa. Vùng này là quê hương của người Uyghur, được đặt tên là "Đông Turkestan". Năm 1949 CHND Trung Hoa hợp nhất Đông Turkistan vào Trung Quốc, và liên tục kiểm soát lãnh thổ của Đông Turkistan (Tân Cương) đến nay.
Chính phủ Trung Quốc coi tất cả sự ủng hộ cho phong trào độc lập Đông Turkestan thuộc các định nghĩa "khủng bố, cực đoan và ly khai". Đó là quan điểm của giới cầm quyền đưa ra, trong khi trong thực tế tồn tại "những khái niệm khác nhau về người Duy Ngô Nhĩ, độc lập của Tân Cương, và khủng bố".
Hiện nay phong trào được hỗ trợ bởi cả hai nhóm chiến binh Hồi giáo cực đoan đã được một số quốc gia và Liên Hợp Quốc chỉ định là tổ chức khủng bố, như Đảng Hồi giáo Turkistan.
Một số phong trào nhất định, chẳng hạn như Đại hội Uyghur Thế giới, thường không có liên kết có thể kiểm chứng được với khủng bố nhưng cũng được Trung Quốc coi là tổ chức khủng bố.